# Melodi Grand Prix 2024
La sessantaduesima edizione del Melodi Grand Prix si è tenuta dal 13 gennaio al 3 febbraio 2024 presso gli Screen Studios di Nydalen (Oslo) e il Trondheim Spektrum di Trondheim e ha selezionato il rappresentante della Norvegia all'Eurovision Song Contest 2024.
I vincitori sono stati i Gåte con Ulveham.

## Organizzazione
Il 9 giugno 2023 l'emittente radiotelevisiva pubblica Norsk rikskringkasting (NRK) ha confermato la partecipazione della Norvegia all'Eurovision Song Contest 2024 a Malmö insieme all'organizzazione della sessantaduesima edizione del Melodi Grand Prix, competizione musicale tradizionalmente utilizzata per la scelta del rappresentante nazionale. Nel medesimo giorno gli artisti interessati hanno potuto inviare le proprie proposte entro il successivo 31 agosto, con la condizione che l'artista principale e almeno un dei compositori fossero cittadini norvegesi. Oltre a ciò, NRK ha collaborato con varie etichette discografiche nazionali e ha organizzato un laboratorio musicale ad Oslo nell'aprile 2023, per espandere la ricerca di possibili proposte da selezionare per la competizione.
L'evento si articolerà in tre semifinali, in ciascuna delle quali sei artisti si contenderanno tre biglietti per la finale. Come nell'edizione precedente, per la finale il voto delle giurie di professionisti dell'industria musicale provenienti da altri paesi europei andranno a decretare metà dei risultati, che si affiancherà al televoto, il quale determinerà tutti i risultati delle semifinali.

## Partecipanti
I diciotto partecipanti, valutati prima attraverso una serie di sessioni di ascolto, seguiti poi da una fase di audizione dal vivo in presenza di una giuria di esperti del settore, sono stati annunciati il 5 gennaio 2024.
Fra gli artisti figurano quattro ex rappresentanti eurovisivi norvegesi: Margaret Berger (2013), i Keiino (2019), Benedicte Adrian dei Mistra (1984 come parte delle Dollie de Luxe) e Gaute Ormåsen (2022 come parte dei Subwoolfer); quest'ultimo ha rivelato solo dopo la finale dell'evento di aver prestato la sua voce all'avatar "Super Rob".
| Artista                                | Brano                | Lingua                       | Compositori |
| -------------------------------------- | -------------------- | ---------------------------- | --- |
| Annprincess                            | Save Me              | Inglese                      | Annprincess Johnson |
| Dag Erik & Anne                        | Judge Tenderly of Me | Inglese                      | Alexander Pettersen, Anne Fagermo, Dag Erik Oksvold                                                                                               |
| Eli Kristin                            | Touch of Venus       | Inglese                      | Eli Kristin Hanssveen, Ronny Graff Janssen |
| Erika Norwich feat. Super Rob          | My AI                | Inglese                      | Erika Norwich, Kristian Liljan, Lars Horn Lavik, Super Rob                                                                                        |
| Farida                                 | Heartache            | Inglese                      | Kristian Wiik, Ilja Eriksson, Farida Louise Bolseth Benounis, Olav Tokerud                                                                        |
| Fredrik Halland                        | Stranded             | Inglese                      | Fredrik Halland, Jenson Vaughan, Ruthy Raba |
| Gåte                                   | Ulveham              | Norvegese                    | Gunnhild Sundli, Jon Even Schärer, Marit Jensen Lillebuen, Markus Børkman, Ronny Graff Janssen, Sveinung Ekloo Sundli                             |
| Gothminister                           | We Come Alive        | Inglese                      | Bjørn Alexander Brem |
| Ingrid Jasmin                          | Eya                  | Norvegese, spagnolo          | Ingrid Jasmin Vogt, Jonas Kroon |
| Keiino                                 | Damdiggida           | Inglese, sami settentrionale | Alexander N. Olsson, Alexandra Rotan, Fred Buljo, Jakob Redtzer, Tom Hugo Hermansen                                                               |
| Margaret Berger                        | Oblivion             | Inglese                      | Anders Kjær, Margaret Berger, Monika Engeseth, Sivert Hjeltnes Hagtvet                                                                            |
| Mathilde SPZ, Chris Archer & Slam Dunk | Woman Show           | Inglese, norvegese           | Audun Agnar Guldbrandsen, Christopher Colin Archer, Emmy Kristine Guttulsrud Kristiansen, Linda Dale, Mathilde Espeseth, Silje Montsko Blandkjenn |
| Miia                                   | Green Lights         | Inglese                      | Benjamin Dan Ravn Fahre, Emelie Hollow, Ida Botten, Mia Virik Kristensen, Mugoshi David Nhonzi                                                    |
| Mileo                                  | You're Mine          | Inglese                      | Miles Curtis Sesselmann |
| Mistra                                 | Waltz of Death       | Inglese                      | Anders Odden, Benedicte Adrian |
| Myra                                   | Heart on Fire        | Inglese                      | David Atarodiyan, Regina Tucker, Svein Hermansen                                                                                                  |
| Thomas Jenssen                         | Take Me to Heaven    | Inglese                      | David Fremberg, Jonas Holteberg Jensen, Ricky Hanley, Thomas Jenssen                                                                              |
| Vidar Villa                            | Mer                  | Norvegese                    | Jonas Thomassen, Martin Thomassen, Mathias Nilsen, Vidar Mohaugen                                                                                 |

## Semifinali
Le semifinali si sono svolte il 13, il 20 e il 27 gennaio 2024 e hanno visto competere 6 partecipanti ciascuna per i 3 posti per puntata destinati alla finale. La divisione delle semifinali è stata resa nota il 5 gennaio 2024, in concomitanza con l'annuncio dei partecipanti.

### Prima semifinale
La prima semifinale si è tenuta il 13 gennaio 2024 presso gli Screen Studios di Oslo ed è stata presentata da Fredrik Solvang e Marion Ravn. L'ordine di uscita è stato reso noto il 9 gennaio 2024.
Ad accedere alla finale sono stati i Gothminister, Ingrid Jasmin e Margaret Berger.
| # | Artista                                | Titolo        |
| - | -------------------------------------- | ------------- |
| 1 | Mathilde SPZ, Chris Archer & Slam Dunk | Woman Show    |
| 2 | Fredrik Halland                        | Stranded      |
| 3 | Myra                                   | Heart on Fire |
| 4 | Gothminister                           | We Come Alive |
| 5 | Ingrid Jasmin                          | Eya           |
| 6 | Margaret Berger                        | Oblivion      |

### Seconda semifinale
La seconda semifinale si è tenuta il 20 gennaio 2024 presso gli Screen Studios di Oslo ed è stata presentata da Fredrik Solvang e Marion Ravn. L'ordine d'uscita è stato reso noto il 15 gennaio 2024.
Ad accedere alla finale sono stati Erika Norwich feat. Super Rob, Dag Erik & Anne e i Gåte.
| # | Artista                       | Titolo               |
| - | ----------------------------- | -------------------- |
| 1 | Farida                        | Heartache            |
| 2 | Mileo                         | You're Mine          |
| 3 | Eli Kristin                   | Touch of Venus       |
| 4 | Erika Norwich feat. Super Rob | My AI                |
| 5 | Dag Erik & Anne               | Judge Tenderly of Me |
| 6 | Gåte                          | Ulveham              |

### Terza semifinale
La terza semifinale si è tenuta il 27 gennaio 2024 presso gli Screen Studios di Oslo ed è stata presentata da Fredrik Solvang e Marion Ravn. L'ordine d'uscita è stato reso noto il 22 gennaio 2024.
Ad accedere alla finale sono stati Annprincess, Miia e i Keiino.
| # | Artista        | Titolo            |
| - | -------------- | ----------------- |
| 1 | Vidar Villa    | Mer               |
| 2 | Mistra         | Waltz of Death    |
| 3 | Thomas Jenssen | Take Me to Heaven |
| 4 | Annprincess    | Save Me           |
| 5 | Miia           | Green Lights      |
| 6 | Keiino         | Damdiggida        |

## Finale
La finale si è tenuta il 3 febbraio 2024 presso il Trondheim Spektrum di Trondheim ed è stata presentata da Fredrik Solvang e Marion Ravn. L'ordine d'esibizione è stato reso noto il 29 gennaio 2024.
Dopo la seconda semifinale, è stato reso noto che il testo di Ulveham dei Gåte è in gran parte identico a quello di una ballata medievale esistente. NRK ha chiesto alla band di modificare il testo prima della finale per evitare possibili violazioni delle regole dell'Eurovision Song Contest.
A vincere il voto delle giuria internazionale e il televoto sono stati rispettivamente i Keiino e i Gåte; una volta sommati i punteggi i secondi sono stati proclamati vincitori della manifestazione, superando di solo 5 punti di distacco i secondi classificati.
| # | Artista                       | Titolo               | Giuria | Televoto | Totale | Posizione |
| - | ----------------------------- | -------------------- | ------ | -------- | ------ | --------- |
| 1 | Keiino                        | Damdiggida           | 98     | 147      | 245    | 2         |
| 2 | Annprincess                   | Save Me              | 16     | 17       | 33     | 9         |
| 3 | Gothminister                  | We Come Alive        | 35     | 80       | 115    | 4         |
| 4 | Ingrid Jasmin                 | Eya                  | 22     | 20       | 42     | 8         |
| 5 | Miia                          | Green Lights         | 54     | 22       | 76     | 6         |
| 6 | Margaret Berger               | Oblivion             | 26     | 19       | 45     | 7         |
| 7 | Dag Erik & Anne               | Judge Tenderly of Me | 58     | 47       | 105    | 5         |
| 8 | Gåte                          | Ulveham              | 76     | 174      | 250    | 1         |
| 9 | Erika Norwich feat. Super Rob | My AI                | 45     | 120      | 165    | 3         |

| Brano                | GBR | FIN | CHE | EST | AZE | DEN | NLD | ISL | CZE | SWE | Totale |
| -------------------- | --- | --- | --- | --- | --- | --- | --- | --- | --- | --- | ------ |
| Damdiggida           | 6   | 8   | 12  | 12  | 12  | 10  | 12  | 12  | 6   | 8   | 98     |
| Save Me              | 2   | 2   |     | 1   | 2   | 2   | 6   |     | 1   |     | 16     |
| We Come Alive        |     | 6   | 6   | 6   |     | 1   |     |     | 4   | 12  | 35     |
| Eya                  |     |     |     |     | 6   | 6   | 2   | 6   |     | 2   | 22     |
| Green Lights         | 8   | 12  | 4   |     |     | 4   | 10  | 4   | 8   | 4   | 54     |
| Oblivion             | 1   | 1   | 1   | 2   | 1   | 8   | 8   | 2   | 2   |     | 26     |
| Judge Tenderly of Me | 12  |     | 2   | 8   | 4   | 12  | 1   | 8   | 10  | 1   | 58     |
| Ulveham              | 4   | 10  | 10  | 10  | 10  |     |     | 10  | 12  | 10  | 76     |
| My AI                | 10  | 4   | 8   | 4   | 8   |     | 4   | 1   |     | 6   | 45     |

## Ascolti
| Puntata    | Messa in onda   | Telespettatori | Note   |
| ---------- | --------------- | -------------- | ------ |
| Semifinali | 13 gennaio 2024 | 532 000        | [ 19 ] |
| Semifinali | 20 gennaio 2024 | 547 000        | [ 20 ] |
| Semifinali | 27 gennaio 2024 | 497 000        | [ 21 ] |
| Finale     | 3 febbraio 2024 | 843 000        | [ 22 ] |
| Media      | Media           | 605 000        |        |